# 베이징 지하철 시자오선

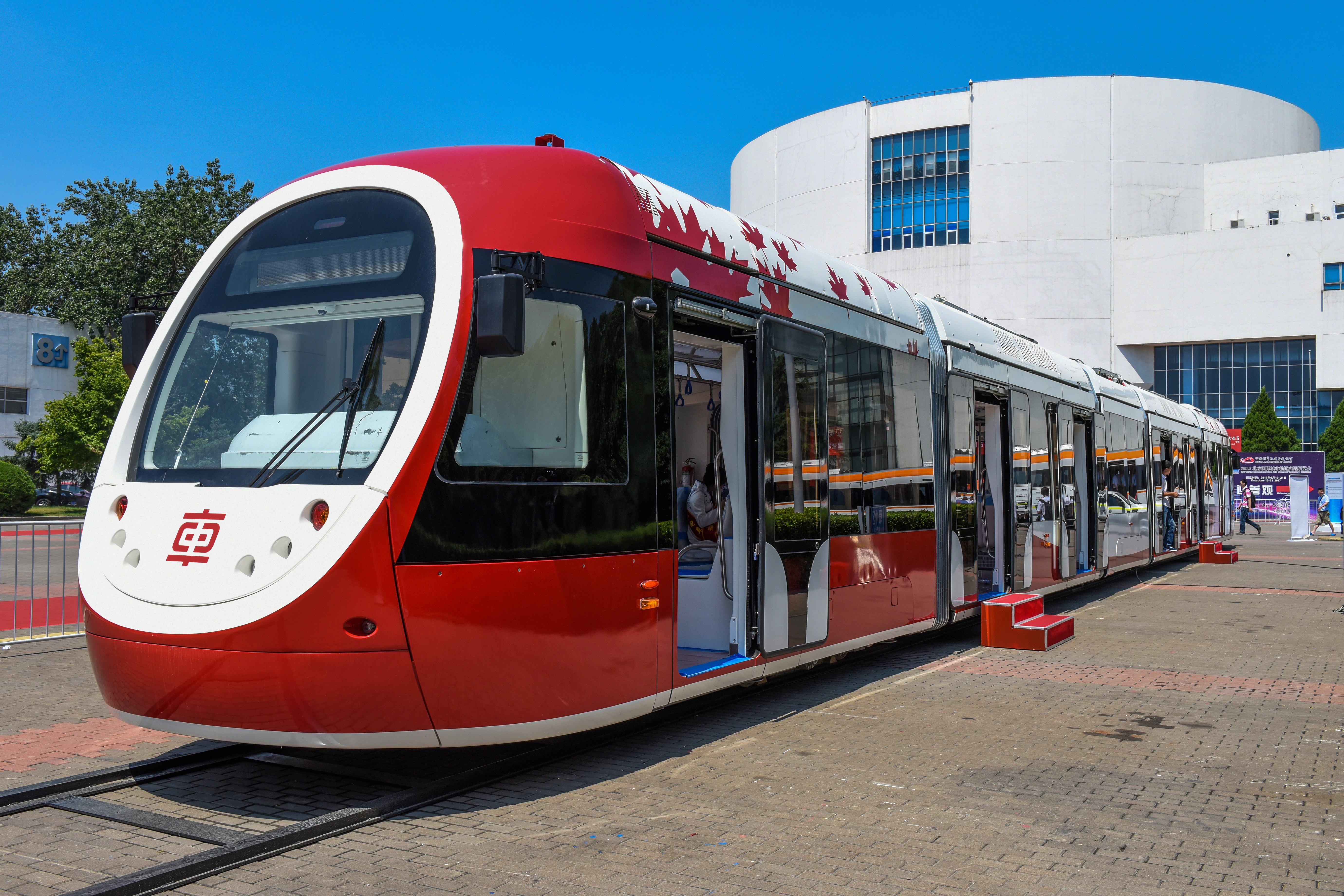
2017년 6월 중국 국제 전시 센터에서 시자오 선 열차 전시 모습

베이징 지하철 시자오 선(중국어 간체자: 北京地铁西郊线, 병음: běijīng dìtiě xījiāo xiàn 베이징디톄시자오셴[*])은 중국 베이징의 하이뎬구에 있는 라이트 레일 노선이다. 서쪽에서 북쪽으로 10호선의 바거우 역에서 샹산 역까지 8.8 km 길이를 가진 노선이다. 총 건설 비용은 10억 위안으로 추정된다. 2017년 12월 30일에 개통했다.

## 연혁
- 2008년 11월 24일 : 베이징 건설 예약 웹사이트에는 9.3 km 시자오 선 건설에 대한 입찰가를 10억 위안으로 잡았다. 건설은 2009년 4월 1일부터 시작하여, 2010년 11월 1일에 완공으로 계획했다.[3]
- 2008년 12월 11일 : 제 15 대 수도 도시 계획 설계 회의에서 베이징 도시 계획 위원회는 팡산 선, 팡핑 선, 시자오 선, 순이 선 지하철 노선 계획을 발표하고 2010년까지 4개 노선 중 2개를 건설하도록 할 것이라고 발표했다.[4]
- 2009년 1월 6일 : 하이뎬 구 정부는 2009년에 시자오 선 건설 시작할 것을 발표했으며, 노선 깊이나 역의 수에 관한 세부 사항은 아직 결정중이다.[5]
- 2009년 1월 15일 : 베이징 도시 계획 위원회에서 노선을 따른 5개의 역을 선정.[6]
- 2009년 8월 10일 : 기획 당국이 시자오 선 계획을 20 km/h 운행 속도의 여객 노면전차 노선으로 변경 발표.[7]
- 2010년 1월 7일 : 2010년 건설 착공.[8]
- 2012년 3월 14일 : 노선도 및 계획 프로그램 발표.
- 2017년 10월 20일 : 노선 완공 후 시운전 개시.[9]
- 2017년 12월 30일 : 시자오 선 정식 운행 개시.

## 역목록
| 역명(한국어) | 역명(중국어) | 역명(영어)                 | 연결 노선 | 인근 버스 정류장                                                       | 거리 km | 거리 km | 소재지   |
| ------------ | ------------ | -------------------------- | --------- | ---------------------------------------------------------------------- | ------- | ------- | -------- |
|              |              |                            |           |                                                                        |         |         |          |
| 샹산         | 香山         | Fragrant Hills             |           | 318 331 360 360快 563 698                                              | 0.00    | 0.00    | 하이뎬구 |
| 국가식물원   | 国家植物园   | Botanical Garden           |           | 331 505 563 运通112                                                    | 1.03    | 1.03    | 하이뎬구 |
| 완안         | 万安         | Wan'an                     |           | 630                                                                    | 1.79    | 2.82    | 하이뎬구 |
| 차펑         | 茶棚         | Chapeng                    |           | 469                                                                    | 1.54    | 4.36    | 하이뎬구 |
| 이화원서문   | 颐和园西门   | West Gate of Summer Palace |           | 469 539                                                                | 1.50    | 5.86    | 하이뎬구 |
| 바거우       | 巴沟         | Bagou                      | 10        | 74 302 304 307 361 386 528 534 539 611 614 630 664 夜9 运通114 运通124 | 2.78    | 8.64    | 하이뎬구 |
|              |              |                            |           |                                                                        |         |         |          |

## 사건 사고
2018년 1월 1일에 XJ003 전차가 오후 2시 36분에 샹산 역에서 나올 때 오작동으로 탈선한 사고가 일어났다. 당시 탑승한 승객이 없었다.

## 같이 보기
- 선양 노면전차
- 다롄 노면전차
- 장장 노면전차
- 톈진 개발구 유도전차 1호선
- 광저우 하이주 환도 신형 노면전차